# Cyrtandromoea
Cyrtandromoea é um género botânico pertencente à família Scrophulariaceae.
O nome do género deriva de Cyrtandra (outro nome genérico) e do grego όμοιος, homoios = similar. Isto advém do facto destas plantes serem semelhantes ao género Cyrtandra, em termos do seu habitat e outras características.
A espécie-tipo é Cyrtandromoea decurrens Zoll.
O género sofreu uma transferência por Burtt (1965) para a família Scrophulariaceae. Dados moleculares mais recentes sugerem o seu posicionamento na família Gesneriaceae, mas tal ainda não foi confirmado.

## Morfologia
São plantas perenes. Os caules são erectos, de secção quadrangular. As folhas são opostas. O cálice é tubular e a corola um forma de funil. As flores possuem 4 estames inseridos basalmente. O ovário tem forma cónica ou cilíndrica. O fruto produz sementes numerosas, elipsóides.

## Espécies
As espécies são originárias do Sul e Sudeste da Ásia. Uma espécie ocorre na China.
- Cyrtandromoea acuminata
- Cyrtandromoea angustifolia
- Cyrtandromoea cymulosa
- Cyrtandromoea decurrens
- Cyrtandromoea dispar
- Cyrtandromoea grandiflora
- Cyrtandromoea grandis
- Cyrtandromoea megaphylla
- Cyrtandromoea minor
- Cyrtandromoea miqueliana
- Cyrtandromoea nicobarica
- Cyrtandromoea pterocaulis
- Cyrtandromoea repens
- Cyrtandromoea subintegra
- Cyrtandromoea subsessilis
- Cyrtandromoea sumatrana

1. ↑  «Cyrtandromoea — World Flora Online». www.worldfloraonline.org. Consultado em 19 de agosto de 2020